# John Roberts (attore)
John Roberts (New York, 10 novembre 1971) è un attore e doppiatore statunitense.
Dal 2011 dà la voce al personaggio di Linda Belcher nella serie animata statunitense Bob's Burgers. Ha preso parte anche ad altre produzioni televisive tra cui Gravity Falls.